# Моравани

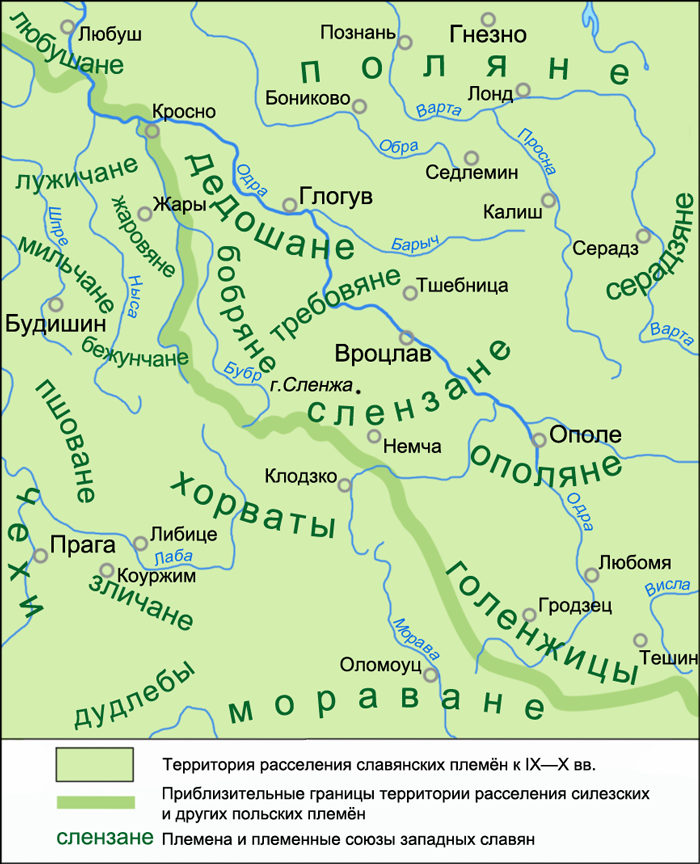
Моравани на карті

Моравани (в інших мовах — Moravljane, Moravania, Moravané) — західнослов'янське плем'я, які проживало в басейні річки Морави в теперішньому Моравському регіоні Чехії. Межували зі слов'янськими племенами: земчичі, лесичі, лип'яни, дудліби, голенсичі.
У XXI столітті частина громадян Словаччини та Чехії ідентифікують себе як моравани. Зокрема, перепис 2001 року зафіксував сотні осіб з національною самоідентифікацією «моравани».